# إدوارد جون سميث
هذه المقالة تتحدث عن قبطان التيتانيك، أما عن المستكشف الأسترالي أنظر إدوارد جون أير

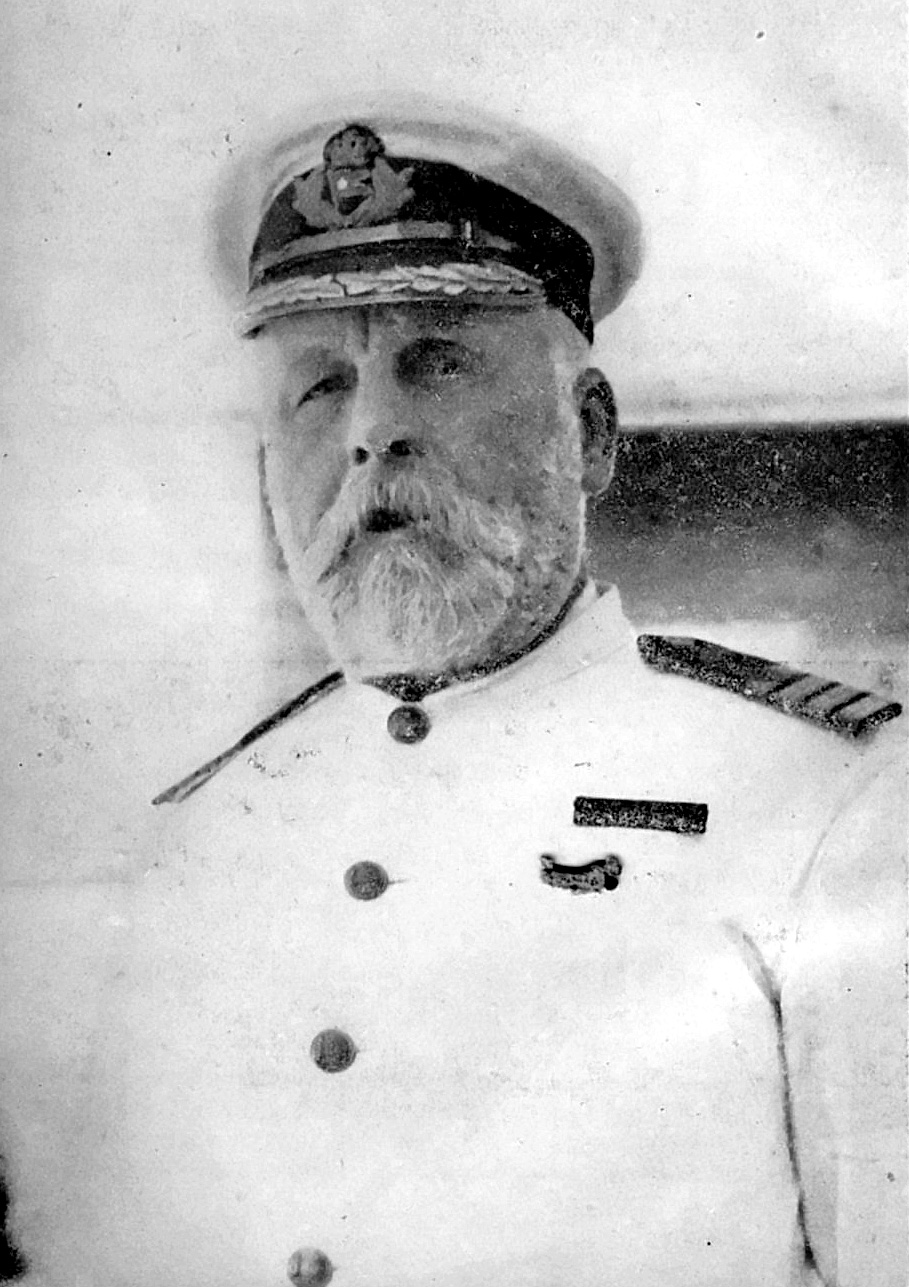
إدوارد جون سميث

إدوارد جون سميث (بالإنجليزية: Edward John Smith)، (27 يناير 1850 - 15 أبريل 1912)، كان قبطان السفينة «تيتانيك» التي غرقت في المحيط عام 1912، شارك جزئياً في غرق السفينة بسبب ترك السفينة على السرعة القصوى في الجليد وفضّل الموت على ألا يبقى بقية عمره نادماً ويعاني من الألم وضحى بنفسهِ لينقذ الآخرين. وقد بني تمثالاً تقديرًا لجهوده طوال السنين، لا سيما أنه كان كابتن السفينة أوليمبك شقيقة السفينة تايتنك.
من غير المؤكد كيف توفي سميث على السفينة تايتانيك. لكن على الأرجح أنه توفي في منصبه في السفينة؛ بعض الناجين دعموا هذه الرواية، رجل الإطفاء جيمس McGann وأحد ركاب الدرجة الأولى روبرت وليامز دانيال. ومع ذلك، كان هناك شائعات تزعم أن سميث انتحر عن طريق إطلاق النار على نفسه؛ لكن الباقين على قيد الحياة من أفراد الطاقم نفوا بشدة هذه الشائعات.
عند بدء السفينة بالانهيار، ذكرت هارولد العروس رؤية أحد أفراد طاقم سفينة التايتانك الذي يعتقد أنه سميث وهو يقفز من فوق السفينة ويبدأ السباحة في الماء البارد قبل الغرق النهائي، والقصة أكدتها السيدة دي جورج من ركاب الدرجة الأولى. التي كانت في قارب النجاة رقم 4 في ذلك الوقت (ومع ذلك، فإن العروس والسيدة ربما رأوا الضابط الثاني تشارلز Lightoller الذي كان ينتظر القفز في هذا الوقت)، الروايات عن سميث بأنه قفز ليسبح أو حمل الطفل قبل السباحة أو أنه تجمد في الماء هي تقريبا ملفقة، حسب قول المؤرخين، على الرغم من التقارير المتضاربة، فإنه من المرجح أن سميث أغلق على نفسه في غرفة القيادة وغرق أسفل المحيط مع سفينته.

## العائلة
هو إدوارد جون سميث المولود في السابع والعشرين من كانون الثاني عام 1850 للميلاد أي "27/1/1850" وولد في إنجلترا مدينة ساتفورد شاير
درس في مدارس بريطانيا حتى الثالثة عشر من عمره عندما غادر إلى إتروريا فورج وذهب على خطى أخيه غير الشقيق جوزيف هانكوك في سفينة تبحر بقيادة أخيه إلى ليفربول حيث بدأ يهتم بأمر قيادة السفن وتزوج في الثالث عشر من كانون الثاني عام 1887 للميلاد من السيدة سارة بنينجتون والتي ولدت هيلين ميلفل سميث في ليفربول في الثاني من نيسان عام 1898 للميلاد.

## عمله
انضم القبطان إدوارد إلى شركة «خط النجم الأبيض» في آذار من عام 1880 للميلاد بوصفه المسؤول الرابع من «أس أس سيلتك»، وخدم على متن السفن الذاهبة إلى أستراليا ونيويورك وترفع في عام 1887 إلى رتبة النجم الأبيض، وفي عام 1888 حصل على شهادة الماجستير وانضم إلى المجلس الاحتياطي في البحرية الملكية وباعتباره ملازما كان يمكن استدعاؤه في زمن الحرب وفي عام 1895 استلم قيادة السفينة ماجستيك لمدة تسع سنوات واستمر إبحاره في عام 1899 في حرب البوير وكان ينقل الجنود إلى مستعمرة كاب في أفريقيا وأدى على الأقل رحلتين إلى أفريقيا دون وقوع أذى وفي زمن الملك إدوارد السابع مُنح وسام النقل، وفي عام 1903 دُعي «سميث» بالكابتن الآمن
كما زادت خبرته ورفعته حيث زادت أقدميته في هذه المهنة وعُرف بين الركاب وأفراد الطاقم بالهدوء، ومن عام 1904 فصاعداً رغبت الطبقات العليا من المجتمع بركوب سفنه لخبرته وهدوئه وسُلِّم قيادة أكبر سفينة في العالم في عام 1904 من ليفربول إلى نيويورك وأدى المهمة دون حدوث أذى،
وتلقى بعدها وسام الخدمة الطويلة، وباعتباره من أحسن قباطنة العالم وسلِّم مرة أخرى قيادة أكبر سفينة في العالم في ذلك الوقت في عام 1911 وكانت تابعة لألعاب الأولمبياد وقطع بها المحيط الأطلسي من ساوثامبتون إلى نيويورك ووصل هناك في يوم 21 حزيران 1911 ووصل بعد حدوث حادث طفيف تمكن من السيطرة عليه وذلك حينما كانت ترسو السفينة في الميناء.

## التايتنك
لقد تسلم القبطان سميث سفينة التايتنك الشهيرة عام 1912 لقيادتها من بريطانيا إلى نيويورك وكان قد قرر التقاعد بعد هذه الرحلة وقادها أربعة أيام بسلام واليوم الخامس كان جهاز اللاسلكي في السفينة لا يهدأ من رسائل التحذير التي تحذرهم من دخولهم منطقة الجليد لكن طاقم السفينة بشكل عام لم يهتم للأمر وفي ساعات الليل المتأخرة اصطدمت السفينة بجبل من الجليد حطم الطوابق السفلية منها وأحدث خرق فيها وبدأ الماء بالدخول وبعد أن طلبت السفينة المساعدة مِن مَن حولها أدركت أن كل السفن بعيدة وبعد حوالي ساعة والنصف من الاصطدام غرقت السفينة ويروي بعض الركاب أن القبطان سميث قرر أن يجلس في غرفة القيادة حتى مات مع غرق السفينة.